# 12 Pułk Piechoty (brytyjski)
12 pułk piechoty – oddział piechoty brytyjskiej.
Sformowany jako Suffolk Regiment powstał w 1685. Od 1751 jako 12 pułk piechoty.

## Działania zbrojne
Żołnierze 12 pułku brali udział w następujących działaniach zbrojnych:
- Wojna o sukcesję austriacką
  - bitwa pod Dettingen
- Wojna siedmioletnia
  - Minden, Warburg
- Wielkie oblężenie Gibraltaru 1779-83
- Bitwa pod Seringapatam, Indie
- Afryka Płd 1851-3,
- Wojny maoryskie, Nowa Zelandia
- Afganistan 1878-80,
- II wojna burska (1899-1902)
- I wojna światowa:
  - I bitwa nad Marną (1914)
- II wojna światowa:
  - Bitwa pod Dunkierką 1940,
  - Birma 1943-45

## Bibliografia

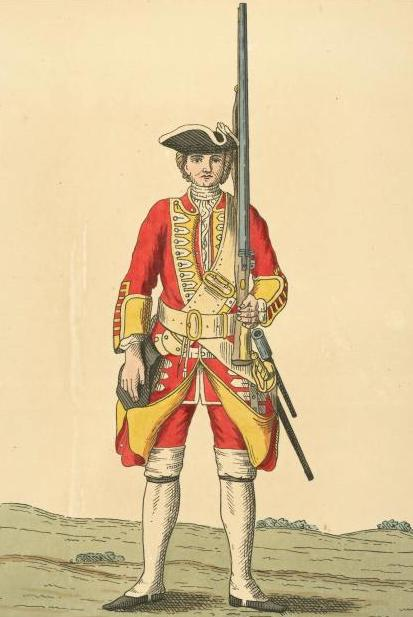
Żołnierz 12 pułku piechoty (1742)